# James Bord
James Bord (* 9. März 1981 in Stanmore, London) ist ein britischer Pokerspieler aus England. Er gewann 2010 das Main Event der World Series of Poker Europe.

## Pokerkarriere
Seine erste Geldplatzierung bei einem Live-Turnier erzielte Bord Ende Mai 2008 im Venetian Resort Hotel am Las Vegas Strip. Wenige Tage später war er erstmals bei der World Series of Poker (WSOP) im Rio All-Suite Hotel and Casino am Las Vegas Strip erfolgreich und kam bei Turnieren in den Varianten No Limit Hold’em und Omaha Hi/Lo ins Geld. Im September 2010 gewann er das Main Event der World Series of Poker Europe in London und erhielt dafür ein Bracelet sowie eine Siegprämie von rund 830.000 Pfund. Mitte Oktober 2010 siegte der Brite auch beim Poker Cup in Marrakesch und sicherte sich 247.000 US-Dollar. Im Mai 2011 platzierte er sich beim Main Event der European Poker Tour in den Geldrängen und beendete das Turnier in Madrid auf dem mit 15.000 Euro dotierten 85. Platz. Bei der WSOP 2013 war Bord erstmals beim Main Event erfolgreich und belegte den 452. Platz. Mitte Oktober 2016 wurde er von Guy Laliberté zum Big One for One Drop Extravaganza, einem exklusiven Pokerturnier in Monte-Carlo mit einem Buy-in von einer Million Euro, eingeladen. Dort erreichte der Brite den Finaltisch und erhielt für seinen vierten Platz sein bisher höchstes Preisgeld von 2,1 Millionen Euro. Seitdem erzielte er bis dato keine weitere Live-Geldplatzierung.
Insgesamt hat sich Bord mit Poker bei Live-Turnieren mehr als 4 Millionen US-Dollar erspielt.